# Посольство Норвегії в Україні

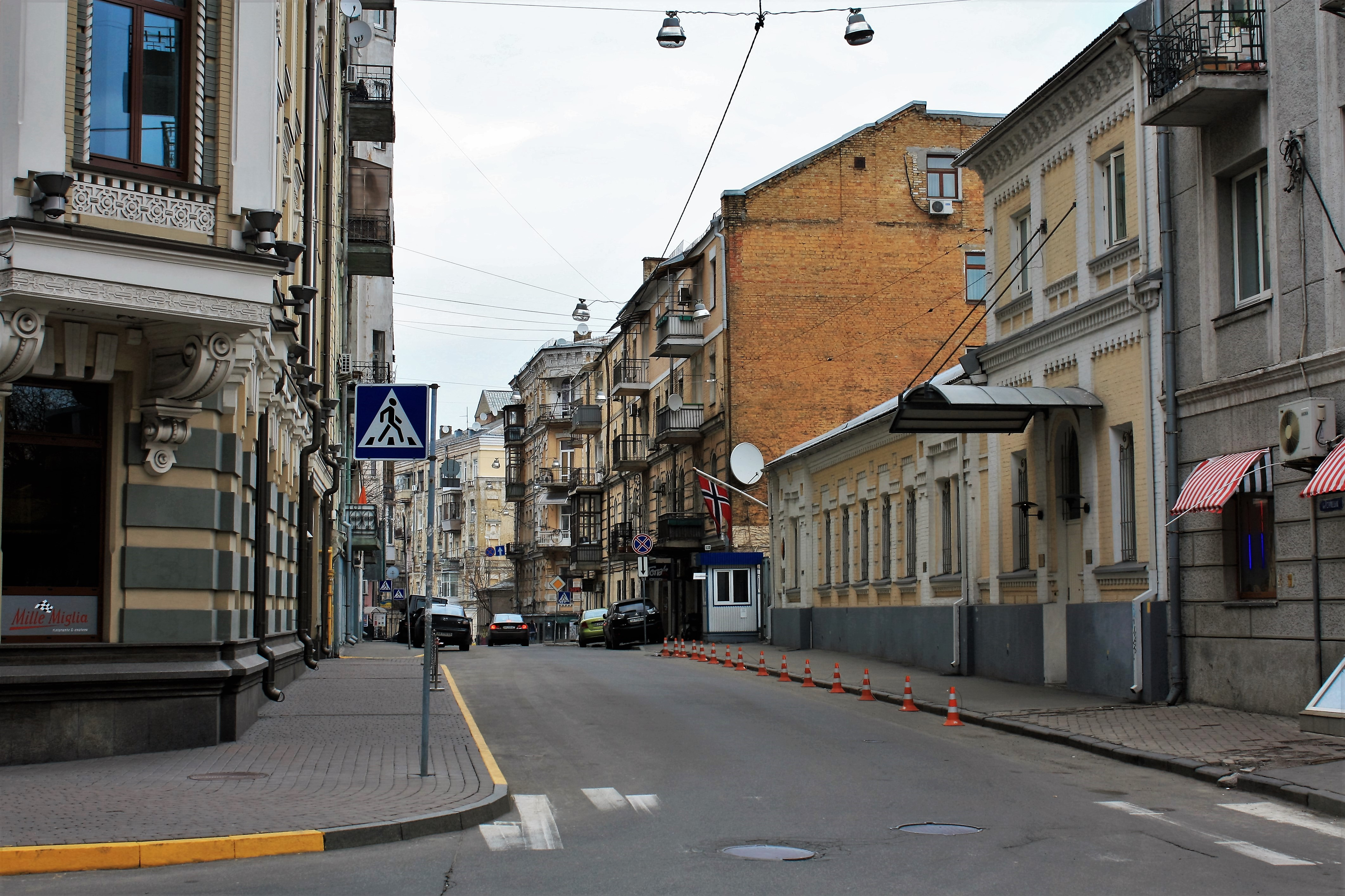
Київ, вулиця Стрілецька, 15

Посольство Норвегії в Україні — офіційне дипломатичне представництво Королівства Норвегія в Україні, відповідає за розвиток та підтримання відносин між Норвегією та Україною. Посольство знаходиться в історичному серці Києва на вул. Стрілецькій, 15.

## Історія посольства
Норвегія визнала незалежність України 24 грудня 1991 р. Дипломатичні відносини між Україною і Королівством Норвегія встановлені 5 лютого 1992 р. Посольство Королівства Норвегія в Україні було відкрито у Києві у 1992 р. У жовтні 2001 р. в Осло створено Дипломатичне представництво України у Королівстві Норвегія, яке у вересні 2004 р. було перетворено на Посольство України в Осло.

## Посли Норвегії в Україні
1. Ойвінд Нордслеттен (1992—1997)
2. Андрес Хельсет (1997—2001)
3. Йостейн Бернхардсен (2001—2006)
4. Олав Берстад (2006—2011)
5. Йон Фредріксен (2011—2014)
6. Ойвінд Нордслеттен (2014—2016) т.п.
7. Уле Тер'є Хорпестад (2016—2020)
8. Ерік Сведал (2020-2023)[1]
9. Хелене Санд Андресен (2023-)[2]